# Eupsilia effusa
Eupsilia effusa är en fjärilsart som beskrevs av Barend J. Lempke 1964. Eupsilia effusa ingår i släktet Eupsilia och familjen nattflyn. Inga underarter finns listade i Catalogue of Life.